# Kraśniczyn

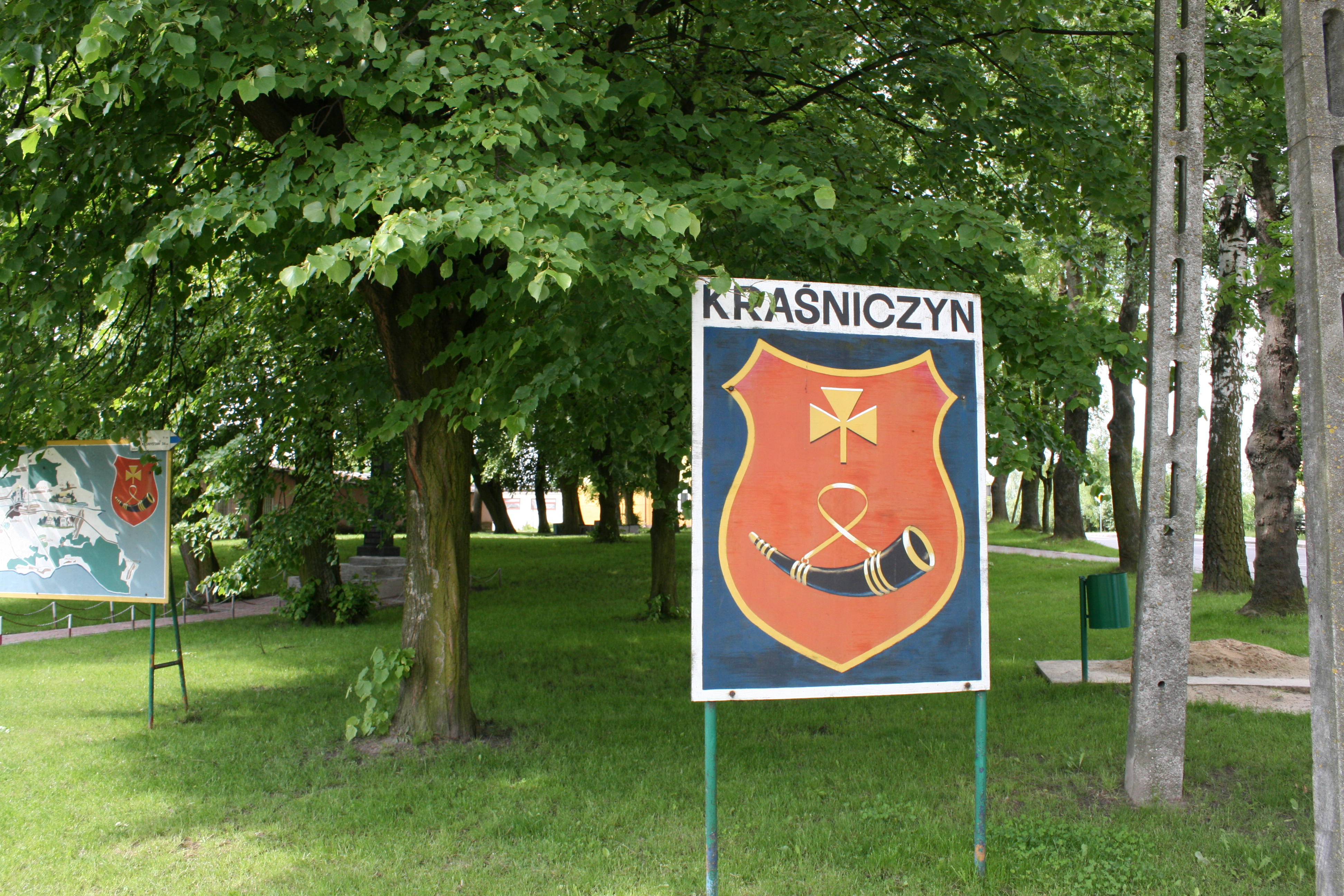
Marktplatz in Kraśniczyn

Kraśniczyn [krasˈnɨczyn] ist ein polnisches Dorf am Fluss Wojsławka, einem rechten Nebenfluss der Wieprz, in der Woiwodschaft Lublin, Powiat Krasnostawski, mit etwa 450 Einwohnern. Kraśniczyn ist Sitz der gleichnamigen Landgemeinde mit mehr als 3700 Einwohnern.

## Geschichte
Die Ersterwähnung des Orts war 1564, Krasniczynie (deutsch: Kiebitz) erhielt das Stadtrecht. Während der Schwedenkriege Mitte des 17. Jahrhunderts zum größten Teil zerstört fiel der Ort mit der Dritten Teilung Polens 1772 an Österreich, 1809 bis 1815 gehörte sie zum Herzogtum Warschau, danach bis 1918 zum russischen Kongresspolen. 1824 ging das Stadtrecht verloren. Während des Ersten Weltkrieges wurde der Ort von Österreich-Ungarn besetzt.
Seit 1954 ist Kraśniczyn Sitz einer Landgemeinde mit 21 Dörfern, die von 1975 bis 1998 zur Woiwodschaft Chełm gehörte.

## Ghetto
Während des Zweiten Weltkrieges errichteten die Nationalsozialisten im April 1941 im Gemeindegebiet ein Ghetto, in dem ebenso wie im benachbarten Ghetto Izbica mehrere tausend Deportierte durchgeschleust wurden um in die Vernichtungslager Sobibor, Belzec, Treblinka und Auschwitz-Birkenau transportiert zu werden. Das Ghetto wurde am 6. Juni 1942 geschlossen.
Zwei Transporte mit 1765 Deportierten sind bekannt und dokumentiert.
Am 25. April 1942 marschierten 852 Juden in Würzburg vom Platz’schen Garten zum Bahnhof Aumühle. Dort stand der Transportzug DA 49 zum Abtransport bereit. Um 13:00 Uhr dem Transportführer „ordnungsgemäß übergeben“, passierte der Zug um 15:20 Uhr den Würzburger Hauptbahnhof in Richtung Bamberg; hier wurden noch weitere 103 Juden aufgenommen. Über Lichtenfels, Kronach und Saalfeld, durch das nördliche Schlesien traf der Transport am 28. April 1942 um 2:00 Uhr in Lublin ein. Dort Anfahrt um 5:00 Uhr erreichte er den Zielbahnhof Krasnystaw um 8:45 Uhr. Die Würzburger Gestapo vermerkte: „Der Transport wurde vollzählig übergeben; Zwischenfälle haben sich nicht ereignet. Ein polizeiliches Einschreiten war nicht erforderlich.“ Die Deportierten wurden zu Fuß nach Kraśniczyn weitergeleitet. Mit ziemlicher Sicherheit wurden alle Überlebenden am 6. Juni ins Vernichtungslager Sobibor gebracht.
Ein zweiter Transport aus dem Regierungsbezirk Koblenz wurde am 30. April 1942 zusammengestellt. Mit ihm wurden 770 Personen mit Bestimmungsort Kraśniczyn im Distrikt Lublin des Generalgouvernement deportiert. Zu den 658 Deportierten aus Koblenz kamen 104 Insassen der „Israelitischen Heil- und Pflegeanstalten“ Bendorf-Sayn und 8 Personen aus dem Regierungsbezirk Aachen. Weitere 330 Personen aus den Anstalten, in denen jüdische Nervenkranke aus dem Reich konzentriert waren, wurden in einem Transport am 15. Juni 1942 in den Osten – höchstwahrscheinlich ins Vernichtungslager Sobibór – deportiert.

## Gemeinde
Der Ort ist Sitz der gleichnamigen Landgemeinde (gmina wiejska). Sie hat eine Fläche von 110 Quadratkilometern und besteht aus 20 weiteren Dörfern.

## Sehenswürdigkeiten
Heute sind der jüdische Friedhof, die Überreste der 1942 zerstörten Synagoge und des liquidierten lokalen Ghettos als Gedenkstätte hergerichtet.